# Critérium du Dauphiné 2018
La 70e édition du Critérium du Dauphiné a lieu du 3 au 10 juin 2018. C'est la vingt-troisième épreuve de l'UCI World Tour 2018.

## Présentation

### Parcours
Le Critérium du Dauphiné 2018 commence par un prologue de 6,6 km à Valence, dans la Drôme. Tracé au bord du Rhône, son parcours est plat. Celui des deux premières étapes est classé « accidenté » par l'organisation de la course. La première part de Valence et arrive à Saint-Just-Saint-Rambert (Loire) après 179 km. Elle comprend sept côtes comptant pour le classement de la montagne, dont le col de Leyrisse, classé en 2e catégorie et gravi dès les premiers kilomètres. La fin d'étape consiste en deux tours d'un circuit de douze kilomètres empruntant la côte du barrage de Grangent (4e catégorie). Le lendemain, le Critérium du Dauphiné poursuit sa route vers le nord, entre Montbrison (Loire) et Belleville (Rhône) (180,5 km). Cette étape comprend cinq côtes référencées, concentrées dans sa deuxième moitié. La dernière d'entre elles est cependant située à une trentaine de kilomètres de l'arrivée. La troisième étape est un contre-la-montre par équipe de 35 km entre Pont-de-Vaux (Ain) et Louhans-Châteaurenaud (Saône-et-Loire). Elle est considérée comme une préparation de la 3e étape du Tour de France, disputée un mois plus tard autour de Cholet sur la même distance.
La deuxième moitié de ce Critérium du Dauphiné consiste en quatre étapes de montagne. La quatrième étape est la plus longue de cette édition (181 km). Après le départ de Chazey-sur-Ain, les cinquante premiers kilomètres sont sans difficulté, au bord de l'Ain puis du Rhône. Le parcours monte ensuite sur le plateau de Chambaran et passe le col de Toutes Aures (4e catégorie). Redescendus dans la vallée de l'Isère, les coureurs se rendent ensuite dans le Vercors, par le col du Mont Noir (hors catégorie) pour terminer par l'ascension menant à Lans-en-Vercors (2e catégorie). Le départ de la cinquième étape est donné à Grenoble. Deux côtés de deuxième catégorie sont franchies dans les vingt premiers kilomètres : la côte de Naysord et le col des Mouilles, dans la chaîne de Belledonne. Une longue portion plate remontant la vallée de l'Isère jusqu'à Albertville suit ces difficultés. L'étape se termine par 12,7 km d'ascension menant à Valmorel. La sixième étape, disputée en Savoie entre Frontenex et La Rosière, est une répétition de la 11e étape du Tour de France. Malgré la distance relativement faible (110 km), quatre côtes difficiles sont gravies : la montée de Bisanne (hors catégorie) en début de parcours puis, après un retour dans la vallée, le col de Pré (hors catégorie, 12,6 km à 6,6%), suivi du Cormet de Roselend (2e catégorie), et l'ascension finale vers la station de ski de La Rosière (1re catégorie, 17,6 km à 5,8%). La dernière étape, également plutôt courte (129 km), relie Moûtiers (Savoie) à Saint-Gervais-Mont-Blanc (Haute-Savoie) en passant par cinq difficultés référencées. Après le départ, le parcours remonte la vallée de l'Isère jusqu'à Bourg-Saint-Maurice. Le Cormet de Roselend est ensuite à nouveau emprunté, suivi de la côte de la route des villes (3e catégorie). La course passe ensuite le col des Saisies (1re catégorie, pour terminer par l'enchaînement de deux côtes de première catégorie, la côte des Amerands et la montée du Bettex, où est jugée l'arrivée,.

### Équipes
22 équipes participent à ce Critérium du Dauphiné - les 18 WorldTeams et 4 équipes continentales professionnelles :
| WorldTeams (18)- AG2R La Mondiale - Astana - Bahrain-Merida - BMC Racing Team - Bora-Hansgrohe - Groupama-FDJ - Lotto Soudal - Mitchelton-Scott - Movistar Team - Quick-Step Floors - Dimension Data - EF Education First-Drapac p/b Cannondale - Katusha-Alpecin - Lotto NL-Jumbo - Sky - Team Sunweb - Trek-Segafredo - UAE Team Emirates Équipes continentales professionnelles (4)- Cofidis, Solutions Crédits - Fortuneo-Samsic - Vital Concept - Wanty-Groupe Gobert |
| |

## Étapes
| Étape     | Date    | Villes étapes                      | type                         | Distance (km) | Vainqueur d'étape  | Leader du classement général |
| --------- | ------- | ---------------------------------- | ---------------------------- | ------------- | ------------------ | ---------------------------- |
| Prologue  | 3 juin  | Valence – Valence                  | prologue                     | 6,6           | Michał Kwiatkowski | Michał Kwiatkowski           |
| 1re étape | 4 juin  | Valence – Saint-Just-Saint-Rambert | étape vallonnée              | 179           | Daryl Impey        | Michał Kwiatkowski           |
| 2e étape  | 5 juin  | Montbrison – Belleville            | étape vallonnée              | 180,5         | Pascal Ackermann   | Daryl Impey                  |
| 3e étape  | 6 juin  | Pont-de-Vaux – Louhans             | contre-la-montre par équipes | 35            | Sky                | Michał Kwiatkowski           |
| 4e étape  | 7 juin  | Chazey-sur-Ain – Lans-en-Vercors   | étape de montagne            | 181           | Julian Alaphilippe | Gianni Moscon                |
| 5e étape  | 8 juin  | Grenoble – Valmorel                | étape de montagne            | 130,5         | Dan Martin         | Geraint Thomas               |
| 6e étape  | 9 juin  | Frontenex – Espace San Bernardo    | étape de montagne            | 110           | Pello Bilbao       | Geraint Thomas               |
| 7e étape  | 10 juin | Moûtiers – Saint-Gervais           | étape de montagne            | 129           | Adam Yates         | Geraint Thomas               |

## Classement par étapes

### Prologue
| \| Classement de l'étape \| Classement de l'étape \| Classement de l'étape \| Classement de l'étape \| Classement de l'étape \| \| Coureur \| Coureur \| Pays \| Équipe \| Temps \| \| --------------------- \| --------------------- \| --------------------- \| --------------------- \| --------------------- \| \| 1er \| Michał Kwiatkowski \| Pologne \| Team Sky \| 7 min 25 s \| \| 2e \| Jos van Emden \| Pays-Bas \| LottoNL-Jumbo \| + 1 s \| \| 3e \| Gianni Moscon \| Italie \| Team Sky \| + 3 s \| \| 4e \| Victor Campenaerts \| Belgique \| Lotto-Soudal \| + 5 s \| \| 5e \| Patrick Bevin \| Nouvelle-Zélande \| BMC Racing Team \| + 5 s \| \| 6e \| Matthias Brändle \| Autriche \| Trek-Segafredo \| + 6 s \| \| 7e \| Bob Jungels \| Luxembourg \| Quick-Step Floors \| + 7 s \| \| 8e \| Jens Keukeleire \| Belgique \| Lotto-Soudal \| + 9 s \| \| 9e \| Jonathan Castroviejo \| Espagne \| Team Sky \| + 9 s \| \| 10e \| Brent Bookwalter \| États-Unis \| BMC Racing Team \| + 11 s \| |                      |                  |                   |            |
| |                      |                  |                   |            |
| |                      |                  |                   |            |
| Classement de l'étape |                      |                  |                   |            |
| Coureur | Coureur              | Pays             | Équipe            | Temps      |
| 1er | Michał Kwiatkowski   | Pologne          | Team Sky          | 7 min 25 s |
| 2e | Jos van Emden        | Pays-Bas         | LottoNL-Jumbo     | + 1 s      |
| 3e | Gianni Moscon        | Italie           | Team Sky          | + 3 s      |
| 4e | Victor Campenaerts   | Belgique         | Lotto-Soudal      | + 5 s      |
| 5e | Patrick Bevin        | Nouvelle-Zélande | BMC Racing Team   | + 5 s      |
| 6e | Matthias Brändle     | Autriche         | Trek-Segafredo    | + 6 s      |
| 7e | Bob Jungels          | Luxembourg       | Quick-Step Floors | + 7 s      |
| 8e | Jens Keukeleire      | Belgique         | Lotto-Soudal      | + 9 s      |
| 9e | Jonathan Castroviejo | Espagne          | Team Sky          | + 9 s      |
| 10e | Brent Bookwalter     | États-Unis       | BMC Racing Team   | + 11 s     |

| \| Classement général \| Classement général \| Classement général \| Classement général \| Classement général \| \| Coureur \| Coureur \| Pays \| Équipe \| Temps \| \| ------------------ \| -------------------- \| ------------------ \| ------------------ \| ------------------ \| \| 1er \| Michał Kwiatkowski \| Pologne \| Team Sky \| 7 min 25 s \| \| 2e \| Jos van Emden \| Pays-Bas \| LottoNL-Jumbo \| + 1 s \| \| 3e \| Gianni Moscon \| Italie \| Team Sky \| + 3 s \| \| 4e \| Victor Campenaerts \| Belgique \| Lotto-Soudal \| + 5 s \| \| 5e \| Patrick Bevin \| Nouvelle-Zélande \| BMC Racing Team \| + 5 s \| \| 6e \| Matthias Brändle \| Autriche \| Trek-Segafredo \| + 6 s \| \| 7e \| Bob Jungels \| Luxembourg \| Quick-Step Floors \| + 7 s \| \| 8e \| Jens Keukeleire \| Belgique \| Lotto-Soudal \| + 9 s \| \| 9e \| Jonathan Castroviejo \| Espagne \| Team Sky \| + 9 s \| \| 10e \| Brent Bookwalter \| États-Unis \| BMC Racing Team \| + 11 s \| |                      |                  |                   |            |
| |                      |                  |                   |            |
| |                      |                  |                   |            |
| Classement général |                      |                  |                   |            |
| Coureur | Coureur              | Pays             | Équipe            | Temps      |
| 1er | Michał Kwiatkowski   | Pologne          | Team Sky          | 7 min 25 s |
| 2e | Jos van Emden        | Pays-Bas         | LottoNL-Jumbo     | + 1 s      |
| 3e | Gianni Moscon        | Italie           | Team Sky          | + 3 s      |
| 4e | Victor Campenaerts   | Belgique         | Lotto-Soudal      | + 5 s      |
| 5e | Patrick Bevin        | Nouvelle-Zélande | BMC Racing Team   | + 5 s      |
| 6e | Matthias Brändle     | Autriche         | Trek-Segafredo    | + 6 s      |
| 7e | Bob Jungels          | Luxembourg       | Quick-Step Floors | + 7 s      |
| 8e | Jens Keukeleire      | Belgique         | Lotto-Soudal      | + 9 s      |
| 9e | Jonathan Castroviejo | Espagne          | Team Sky          | + 9 s      |
| 10e | Brent Bookwalter     | États-Unis       | BMC Racing Team   | + 11 s     |

### 1reétape
| \| Classement de l'étape \| Classement de l'étape \| Classement de l'étape \| Classement de l'étape \| Classement de l'étape \| \| Coureur \| Coureur \| Pays \| Équipe \| Temps \| \| --------------------- \| --------------------- \| --------------------- \| -------------------------- \| --------------------- \| \| 1er \| Daryl Impey \| Afrique du Sud \| Mitchelton-Scott \| 4 h 24 min 26 s \| \| 2e \| Julian Alaphilippe \| France \| Quick-Step Floors \| + 0 s \| \| 3e \| Pascal Ackermann \| Allemagne \| Bora-Hansgrohe \| + 0 s \| \| 4e \| Tiesj Benoot \| Belgique \| Lotto-Soudal \| + 0 s \| \| 5e \| Michał Kwiatkowski \| Pologne \| Team Sky \| + 0 s \| \| 6e \| Jesús Herrada \| Espagne \| Cofidis, Solutions Crédits \| + 0 s \| \| 7e \| Damiano Caruso \| Italie \| BMC Racing Team \| + 0 s \| \| 8e \| Xandro Meurisse \| Belgique \| Wanty-Groupe Gobert \| + 0 s \| \| 9e \| Mike Teunissen \| Pays-Bas \| Team Sunweb \| + 0 s \| \| 10e \| Jaime Rosón \| Espagne \| Movistar Team \| + 0 s \| |                    |                |                            |                 |
| |                    |                |                            |                 |
| |                    |                |                            |                 |
| Classement de l'étape |                    |                |                            |                 |
| Coureur | Coureur            | Pays           | Équipe                     | Temps           |
| 1er | Daryl Impey        | Afrique du Sud | Mitchelton-Scott           | 4 h 24 min 26 s |
| 2e | Julian Alaphilippe | France         | Quick-Step Floors          | + 0 s           |
| 3e | Pascal Ackermann   | Allemagne      | Bora-Hansgrohe             | + 0 s           |
| 4e | Tiesj Benoot       | Belgique       | Lotto-Soudal               | + 0 s           |
| 5e | Michał Kwiatkowski | Pologne        | Team Sky                   | + 0 s           |
| 6e | Jesús Herrada      | Espagne        | Cofidis, Solutions Crédits | + 0 s           |
| 7e | Damiano Caruso     | Italie         | BMC Racing Team            | + 0 s           |
| 8e | Xandro Meurisse    | Belgique       | Wanty-Groupe Gobert        | + 0 s           |
| 9e | Mike Teunissen     | Pays-Bas       | Team Sunweb                | + 0 s           |
| 10e | Jaime Rosón        | Espagne        | Movistar Team              | + 0 s           |

| \| Classement général \| Classement général \| Classement général \| Classement général \| Classement général \| \| Coureur \| Coureur \| Pays \| Équipe \| Temps \| \| ------------------ \| -------------------- \| ------------------ \| ------------------ \| ------------------ \| \| 1er \| Michał Kwiatkowski \| Pologne \| Team Sky \| 4 h 31 min 51 s \| \| 2e \| Daryl Impey \| Afrique du Sud \| Mitchelton-Scott \| + 2 s \| \| 3e \| Gianni Moscon \| Italie \| Team Sky \| + 3 s \| \| 4e \| Bob Jungels \| Luxembourg \| Quick-Step Floors \| + 7 s \| \| 5e \| Julian Alaphilippe \| France \| Quick-Step Floors \| + 8 s \| \| 6e \| Jens Keukeleire \| Belgique \| Lotto-Soudal \| + 9 s \| \| 7e \| Jonathan Castroviejo \| Espagne \| Team Sky \| + 9 s \| \| 8e \| Brent Bookwalter \| États-Unis \| BMC Racing Team \| + 11 s \| \| 9e \| Mike Teunissen \| Pays-Bas \| Team Sunweb \| + 13 s \| \| 10e \| Damiano Caruso \| Italie \| BMC Racing Team \| + 15 s \| |                      |                |                   |                 |
| |                      |                |                   |                 |
| |                      |                |                   |                 |
| Classement général |                      |                |                   |                 |
| Coureur | Coureur              | Pays           | Équipe            | Temps           |
| 1er | Michał Kwiatkowski   | Pologne        | Team Sky          | 4 h 31 min 51 s |
| 2e | Daryl Impey          | Afrique du Sud | Mitchelton-Scott  | + 2 s           |
| 3e | Gianni Moscon        | Italie         | Team Sky          | + 3 s           |
| 4e | Bob Jungels          | Luxembourg     | Quick-Step Floors | + 7 s           |
| 5e | Julian Alaphilippe   | France         | Quick-Step Floors | + 8 s           |
| 6e | Jens Keukeleire      | Belgique       | Lotto-Soudal      | + 9 s           |
| 7e | Jonathan Castroviejo | Espagne        | Team Sky          | + 9 s           |
| 8e | Brent Bookwalter     | États-Unis     | BMC Racing Team   | + 11 s          |
| 9e | Mike Teunissen       | Pays-Bas       | Team Sunweb       | + 13 s          |
| 10e | Damiano Caruso       | Italie         | BMC Racing Team   | + 15 s          |

### 2eétape
| \| Classement de l'étape \| Classement de l'étape \| Classement de l'étape \| Classement de l'étape \| Classement de l'étape \| \| Coureur \| Coureur \| Pays \| Équipe \| Temps \| \| --------------------- \| --------------------- \| --------------------- \| -------------------------- \| --------------------- \| \| 1er \| Pascal Ackermann \| Allemagne \| Bora-Hansgrohe \| 4 h 19 min 57 s \| \| 2e \| Edvald Boasson Hagen \| Norvège \| Dimension Data \| + 0 s \| \| 3e \| Daryl Impey \| Afrique du Sud \| Mitchelton-Scott \| + 0 s \| \| 4e \| Oliver Naesen \| Belgique \| AG2R La Mondiale \| + 0 s \| \| 5e \| Jens Keukeleire \| Belgique \| Lotto-Soudal \| + 0 s \| \| 6e \| Julien Simon \| France \| Cofidis, Solutions Crédits \| + 0 s \| \| 7e \| Dion Smith \| Nouvelle-Zélande \| Wanty-Groupe Gobert \| + 0 s \| \| 8e \| Patrick Bevin \| Nouvelle-Zélande \| BMC Racing Team \| + 0 s \| \| 9e \| Toms Skujiņš \| Lettonie \| Trek-Segafredo \| + 0 s \| \| 10e \| Romain Hardy \| France \| Fortuneo-Samsic \| + 0 s \| |                      |                  |                            |                 |
| |                      |                  |                            |                 |
| |                      |                  |                            |                 |
| Classement de l'étape |                      |                  |                            |                 |
| Coureur | Coureur              | Pays             | Équipe                     | Temps           |
| 1er | Pascal Ackermann     | Allemagne        | Bora-Hansgrohe             | 4 h 19 min 57 s |
| 2e | Edvald Boasson Hagen | Norvège          | Dimension Data             | + 0 s           |
| 3e | Daryl Impey          | Afrique du Sud   | Mitchelton-Scott           | + 0 s           |
| 4e | Oliver Naesen        | Belgique         | AG2R La Mondiale           | + 0 s           |
| 5e | Jens Keukeleire      | Belgique         | Lotto-Soudal               | + 0 s           |
| 6e | Julien Simon         | France           | Cofidis, Solutions Crédits | + 0 s           |
| 7e | Dion Smith           | Nouvelle-Zélande | Wanty-Groupe Gobert        | + 0 s           |
| 8e | Patrick Bevin        | Nouvelle-Zélande | BMC Racing Team            | + 0 s           |
| 9e | Toms Skujiņš         | Lettonie         | Trek-Segafredo             | + 0 s           |
| 10e | Romain Hardy         | France           | Fortuneo-Samsic            | + 0 s           |

| \| Classement général \| Classement général \| Classement général \| Classement général \| Classement général \| \| Coureur \| Coureur \| Pays \| Équipe \| Temps \| \| ------------------ \| -------------------- \| ------------------ \| ------------------ \| ------------------ \| \| 1er \| Daryl Impey \| Afrique du Sud \| Mitchelton-Scott \| 8 h 51 min 46 s \| \| 2e \| Michał Kwiatkowski \| Pologne \| Team Sky \| + 2 s \| \| 3e \| Gianni Moscon \| Italie \| Team Sky \| + 5 s \| \| 4e \| Bob Jungels \| Luxembourg \| Quick-Step Floors \| + 9 s \| \| 5e \| Julian Alaphilippe \| France \| Quick-Step Floors \| + 10 s \| \| 6e \| Jens Keukeleire \| Belgique \| Lotto-Soudal \| + 11 s \| \| 7e \| Jonathan Castroviejo \| Espagne \| Team Sky \| + 11 s \| \| 8e \| Brent Bookwalter \| États-Unis \| BMC Racing Team \| + 13 s \| \| 9e \| Edvald Boasson Hagen \| Norvège \| Dimension Data \| + 14 s \| \| 10e \| Damiano Caruso \| Italie \| BMC Racing Team \| + 17 s \| |                      |                |                   |                 |
| |                      |                |                   |                 |
| |                      |                |                   |                 |
| Classement général |                      |                |                   |                 |
| Coureur | Coureur              | Pays           | Équipe            | Temps           |
| 1er | Daryl Impey          | Afrique du Sud | Mitchelton-Scott  | 8 h 51 min 46 s |
| 2e | Michał Kwiatkowski   | Pologne        | Team Sky          | + 2 s           |
| 3e | Gianni Moscon        | Italie         | Team Sky          | + 5 s           |
| 4e | Bob Jungels          | Luxembourg     | Quick-Step Floors | + 9 s           |
| 5e | Julian Alaphilippe   | France         | Quick-Step Floors | + 10 s          |
| 6e | Jens Keukeleire      | Belgique       | Lotto-Soudal      | + 11 s          |
| 7e | Jonathan Castroviejo | Espagne        | Team Sky          | + 11 s          |
| 8e | Brent Bookwalter     | États-Unis     | BMC Racing Team   | + 13 s          |
| 9e | Edvald Boasson Hagen | Norvège        | Dimension Data    | + 14 s          |
| 10e | Damiano Caruso       | Italie         | BMC Racing Team   | + 17 s          |

### 3eétape
| \| Classement de l'étape \| Classement de l'étape \| Classement de l'étape \| Classement de l'étape \| Classement de l'étape \| Classement de l'étape \| \| Équipe \| Équipe \| Pays \| Temps \| Écart de temps \| Vitesse moy. \| \| --------------------- \| --------------------- \| --------------------- \| --------------------- \| --------------------- \| --------------------- \| \| 1re \| Sky \| Royaume-Uni \| 36 min 33 s \| 0 s \| 57.456 km/h \| \| 2e \| BMC Racing Team \| États-Unis \| 37 min 11 s \| + 38 s \| 56.477 km/h \| \| 3e \| Lotto Soudal \| Belgique \| 37 min 26 s \| + 53 s \| 56.100 km/h \| \| 4e \| Mitchelton-Scott \| Australie \| 37 min 29 s \| + 56 s \| 56.025 km/h \| \| 5e \| Quick-Step Floors \| Belgique \| 37 min 35 s \| + 1 min 02 s \| 55.876 km/h \| \| 6e \| Trek-Segafredo \| États-Unis \| 38 min 00 s \| + 1 min 27 s \| 55.263 km/h \| \| 7e \| AG2R La Mondiale \| France \| 38 min 03 s \| + 1 min 30 s \| 55.191 km/h \| \| 8e \| Movistar Team \| Espagne \| 38 min 04 s \| + 1 min 31 s \| 55.166 km/h \| \| 9e \| Lotto NL-Jumbo \| Pays-Bas \| 38 min 06 s \| + 1 min 33 s \| 55.118 km/h \| \| 10e \| Groupama-FDJ \| France \| 38 min 07 s \| + 1 min 34 s \| 55.094 km/h \| |                   |             |             |                |              |
| |                   |             |             |                |              |
| |                   |             |             |                |              |
| Classement de l'étape |                   |             |             |                |              |
| Équipe | Équipe            | Pays        | Temps       | Écart de temps | Vitesse moy. |
| 1re | Sky               | Royaume-Uni | 36 min 33 s | 0 s            | 57.456 km/h  |
| 2e | BMC Racing Team   | États-Unis  | 37 min 11 s | + 38 s         | 56.477 km/h  |
| 3e | Lotto Soudal      | Belgique    | 37 min 26 s | + 53 s         | 56.100 km/h  |
| 4e | Mitchelton-Scott  | Australie   | 37 min 29 s | + 56 s         | 56.025 km/h  |
| 5e | Quick-Step Floors | Belgique    | 37 min 35 s | + 1 min 02 s   | 55.876 km/h  |
| 6e | Trek-Segafredo    | États-Unis  | 38 min 00 s | + 1 min 27 s   | 55.263 km/h  |
| 7e | AG2R La Mondiale  | France      | 38 min 03 s | + 1 min 30 s   | 55.191 km/h  |
| 8e | Movistar Team     | Espagne     | 38 min 04 s | + 1 min 31 s   | 55.166 km/h  |
| 9e | Lotto NL-Jumbo    | Pays-Bas    | 38 min 06 s | + 1 min 33 s   | 55.118 km/h  |
| 10e | Groupama-FDJ      | France      | 38 min 07 s | + 1 min 34 s   | 55.094 km/h  |

| \| Classement général \| Classement général \| Classement général \| Classement général \| Classement général \| \| Coureur \| Coureur \| Pays \| Équipe \| Temps \| \| ------------------ \| -------------------- \| ------------------ \| ------------------ \| ------------------ \| \| 1er \| Michał Kwiatkowski \| Pologne \| Team Sky \| 9 h 28 min 21 s \| \| 2e \| Gianni Moscon \| Italie \| Team Sky \| + 3 s \| \| 3e \| Jonathan Castroviejo \| Espagne \| Team Sky \| + 9 s \| \| 4e \| Geraint Thomas \| Royaume-Uni \| Team Sky \| + 21 s \| \| 5e \| Brent Bookwalter \| États-Unis \| BMC Racing Team \| + 48 s \| \| 6e \| Damiano Caruso \| Italie \| BMC Racing Team \| + 52 s \| \| 7e \| Joey Rosskopf \| États-Unis \| BMC Racing Team \| + 53 s \| \| 8e \| Daryl Impey \| Afrique du Sud \| Mitchelton-Scott \| + 54 s \| \| 9e \| Jens Keukeleire \| Belgique \| Lotto-Soudal \| + 1 min 01 s \| \| 10e \| Bob Jungels \| Luxembourg \| Quick-Step Floors \| + 1 min 08 s \| |                      |                |                   |                 |
| |                      |                |                   |                 |
| |                      |                |                   |                 |
| Classement général |                      |                |                   |                 |
| Coureur | Coureur              | Pays           | Équipe            | Temps           |
| 1er | Michał Kwiatkowski   | Pologne        | Team Sky          | 9 h 28 min 21 s |
| 2e | Gianni Moscon        | Italie         | Team Sky          | + 3 s           |
| 3e | Jonathan Castroviejo | Espagne        | Team Sky          | + 9 s           |
| 4e | Geraint Thomas       | Royaume-Uni    | Team Sky          | + 21 s          |
| 5e | Brent Bookwalter     | États-Unis     | BMC Racing Team   | + 48 s          |
| 6e | Damiano Caruso       | Italie         | BMC Racing Team   | + 52 s          |
| 7e | Joey Rosskopf        | États-Unis     | BMC Racing Team   | + 53 s          |
| 8e | Daryl Impey          | Afrique du Sud | Mitchelton-Scott  | + 54 s          |
| 9e | Jens Keukeleire      | Belgique       | Lotto-Soudal      | + 1 min 01 s    |
| 10e | Bob Jungels          | Luxembourg     | Quick-Step Floors | + 1 min 08 s    |

### 4eétape
| \| Classement de l'étape \| Classement de l'étape \| Classement de l'étape \| Classement de l'étape \| Classement de l'étape \| \| Coureur \| Coureur \| Pays \| Équipe \| Temps \| \| --------------------- \| --------------------- \| --------------------- \| --------------------- \| --------------------- \| \| 1er \| Julian Alaphilippe \| France \| Quick-Step Floors \| 4 h 26 min 58 s \| \| 2e \| Dan Martin \| Irlande \| UAE Team Emirates \| + 0 s \| \| 3e \| Geraint Thomas \| Royaume-Uni \| Team Sky \| + 0 s \| \| 4e \| Romain Bardet \| France \| AG2R La Mondiale \| + 0 s \| \| 5e \| Pierre Latour \| France \| AG2R La Mondiale \| + 5 s \| \| 6e \| Adam Yates \| Royaume-Uni \| Mitchelton-Scott \| + 5 s \| \| 7e \| Emanuel Buchmann \| Allemagne \| Bora-Hansgrohe \| + 5 s \| \| 8e \| Guillaume Martin \| France \| Wanty-Groupe Gobert \| + 8 s \| \| 9e \| Gianni Moscon \| Italie \| Team Sky \| + 8 s \| \| 10e \| Tiesj Benoot \| Belgique \| Lotto-Soudal \| + 8 s \| |                    |             |                     |                 |
| |                    |             |                     |                 |
| |                    |             |                     |                 |
| Classement de l'étape |                    |             |                     |                 |
| Coureur | Coureur            | Pays        | Équipe              | Temps           |
| 1er | Julian Alaphilippe | France      | Quick-Step Floors   | 4 h 26 min 58 s |
| 2e | Dan Martin         | Irlande     | UAE Team Emirates   | + 0 s           |
| 3e | Geraint Thomas     | Royaume-Uni | Team Sky            | + 0 s           |
| 4e | Romain Bardet      | France      | AG2R La Mondiale    | + 0 s           |
| 5e | Pierre Latour      | France      | AG2R La Mondiale    | + 5 s           |
| 6e | Adam Yates         | Royaume-Uni | Mitchelton-Scott    | + 5 s           |
| 7e | Emanuel Buchmann   | Allemagne   | Bora-Hansgrohe      | + 5 s           |
| 8e | Guillaume Martin   | France      | Wanty-Groupe Gobert | + 8 s           |
| 9e | Gianni Moscon      | Italie      | Team Sky            | + 8 s           |
| 10e | Tiesj Benoot       | Belgique    | Lotto-Soudal        | + 8 s           |

| \| Classement général \| Classement général \| Classement général \| Classement général \| Classement général \| \| Coureur \| Coureur \| Pays \| Équipe \| Temps \| \| ------------------ \| ------------------ \| ------------------ \| ------------------ \| ------------------ \| \| 1er \| Gianni Moscon \| Italie \| Team Sky \| 13 h 55 min 30 s \| \| 2e \| Michał Kwiatkowski \| Pologne \| Team Sky \| + 6 s \| \| 3e \| Geraint Thomas \| Royaume-Uni \| Team Sky \| + 6 s \| \| 4e \| Julian Alaphilippe \| France \| Quick-Step Floors \| + 48 s \| \| 5e \| Damiano Caruso \| Italie \| BMC Racing Team \| + 49 s \| \| 6e \| Bob Jungels \| Luxembourg \| Quick-Step Floors \| + 1 min 05 s \| \| 7e \| Adam Yates \| Royaume-Uni \| Mitchelton-Scott \| + 1 min 11 s \| \| 8e \| Tiesj Benoot \| Belgique \| Lotto-Soudal \| + 1 min 13 s \| \| 9e \| Romain Bardet \| France \| AG2R La Mondiale \| + 1 min 41 s \| \| 10e \| Marc Soler \| Espagne \| Movistar Team \| + 1 min 48 s \| |                    |             |                   |                  |
| |                    |             |                   |                  |
| |                    |             |                   |                  |
| Classement général |                    |             |                   |                  |
| Coureur | Coureur            | Pays        | Équipe            | Temps            |
| 1er | Gianni Moscon      | Italie      | Team Sky          | 13 h 55 min 30 s |
| 2e | Michał Kwiatkowski | Pologne     | Team Sky          | + 6 s            |
| 3e | Geraint Thomas     | Royaume-Uni | Team Sky          | + 6 s            |
| 4e | Julian Alaphilippe | France      | Quick-Step Floors | + 48 s           |
| 5e | Damiano Caruso     | Italie      | BMC Racing Team   | + 49 s           |
| 6e | Bob Jungels        | Luxembourg  | Quick-Step Floors | + 1 min 05 s     |
| 7e | Adam Yates         | Royaume-Uni | Mitchelton-Scott  | + 1 min 11 s     |
| 8e | Tiesj Benoot       | Belgique    | Lotto-Soudal      | + 1 min 13 s     |
| 9e | Romain Bardet      | France      | AG2R La Mondiale  | + 1 min 41 s     |
| 10e | Marc Soler         | Espagne     | Movistar Team     | + 1 min 48 s     |

### 5eétape
| \| Classement de l'étape \| Classement de l'étape \| Classement de l'étape \| Classement de l'étape \| Classement de l'étape \| \| Coureur \| Coureur \| Pays \| Équipe \| Temps \| \| --------------------- \| --------------------- \| --------------------- \| -------------------------- \| --------------------- \| \| 1er \| Dan Martin \| Irlande \| UAE Team Emirates \| 3 h 21 min 19 s \| \| 2e \| Geraint Thomas \| Royaume-Uni \| Team Sky \| + 4 s \| \| 3e \| Adam Yates \| Royaume-Uni \| Mitchelton-Scott \| + 15 s \| \| 4e \| Emanuel Buchmann \| Allemagne \| Bora-Hansgrohe \| + 16 s \| \| 5e \| Daniel Navarro \| Espagne \| Cofidis, Solutions Crédits \| + 16 s \| \| 6e \| Romain Bardet \| France \| AG2R La Mondiale \| + 16 s \| \| 7e \| Damiano Caruso \| Italie \| BMC Racing Team \| + 24 s \| \| 8e \| Ilnur Zakarin \| Russie \| Katusha-Alpecin \| + 24 s \| \| 9e \| Guillaume Martin \| France \| Wanty-Groupe Gobert \| + 26 s \| \| 10e \| Antwan Tolhoek \| Pays-Bas \| LottoNL-Jumbo \| + 26 s \| |                  |             |                            |                 |
| |                  |             |                            |                 |
| |                  |             |                            |                 |
| Classement de l'étape |                  |             |                            |                 |
| Coureur | Coureur          | Pays        | Équipe                     | Temps           |
| 1er | Dan Martin       | Irlande     | UAE Team Emirates          | 3 h 21 min 19 s |
| 2e | Geraint Thomas   | Royaume-Uni | Team Sky                   | + 4 s           |
| 3e | Adam Yates       | Royaume-Uni | Mitchelton-Scott           | + 15 s          |
| 4e | Emanuel Buchmann | Allemagne   | Bora-Hansgrohe             | + 16 s          |
| 5e | Daniel Navarro   | Espagne     | Cofidis, Solutions Crédits | + 16 s          |
| 6e | Romain Bardet    | France      | AG2R La Mondiale           | + 16 s          |
| 7e | Damiano Caruso   | Italie      | BMC Racing Team            | + 24 s          |
| 8e | Ilnur Zakarin    | Russie      | Katusha-Alpecin            | + 24 s          |
| 9e | Guillaume Martin | France      | Wanty-Groupe Gobert        | + 26 s          |
| 10e | Antwan Tolhoek   | Pays-Bas    | LottoNL-Jumbo              | + 26 s          |

| \| Classement général \| Classement général \| Classement général \| Classement général \| Classement général \| \| Coureur \| Coureur \| Pays \| Équipe \| Temps \| \| ------------------ \| ------------------ \| ------------------ \| ------------------ \| ------------------ \| \| 1er \| Geraint Thomas \| Royaume-Uni \| Team Sky \| 17 h 16 min 53 s \| \| 2e \| Damiano Caruso \| Italie \| BMC Racing Team \| + 1 min 09 s \| \| 3e \| Gianni Moscon \| Italie \| Team Sky \| + 1 min 09 s \| \| 4e \| Julian Alaphilippe \| France \| Quick-Step Floors \| + 1 min 10 s \| \| 5e \| Michał Kwiatkowski \| Pologne \| Team Sky \| + 1 min 15 s \| \| 6e \| Adam Yates \| Royaume-Uni \| Mitchelton-Scott \| + 1 min 18 s \| \| 7e \| Romain Bardet \| France \| AG2R La Mondiale \| + 1 min 53 s \| \| 8e \| Bob Jungels \| Luxembourg \| Quick-Step Floors \| + 2 min 03 s \| \| 9e \| Marc Soler \| Espagne \| Movistar Team \| + 2 min 10 s \| \| 10e \| Emanuel Buchmann \| Allemagne \| Bora-Hansgrohe \| + 2 min 23 s \| |                    |             |                   |                  |
| |                    |             |                   |                  |
| |                    |             |                   |                  |
| Classement général |                    |             |                   |                  |
| Coureur | Coureur            | Pays        | Équipe            | Temps            |
| 1er | Geraint Thomas     | Royaume-Uni | Team Sky          | 17 h 16 min 53 s |
| 2e | Damiano Caruso     | Italie      | BMC Racing Team   | + 1 min 09 s     |
| 3e | Gianni Moscon      | Italie      | Team Sky          | + 1 min 09 s     |
| 4e | Julian Alaphilippe | France      | Quick-Step Floors | + 1 min 10 s     |
| 5e | Michał Kwiatkowski | Pologne     | Team Sky          | + 1 min 15 s     |
| 6e | Adam Yates         | Royaume-Uni | Mitchelton-Scott  | + 1 min 18 s     |
| 7e | Romain Bardet      | France      | AG2R La Mondiale  | + 1 min 53 s     |
| 8e | Bob Jungels        | Luxembourg  | Quick-Step Floors | + 2 min 03 s     |
| 9e | Marc Soler         | Espagne     | Movistar Team     | + 2 min 10 s     |
| 10e | Emanuel Buchmann   | Allemagne   | Bora-Hansgrohe    | + 2 min 23 s     |

### 6eétape
| \| Classement de l'étape \| Classement de l'étape \| Classement de l'étape \| Classement de l'étape \| Classement de l'étape \| \| Coureur \| Coureur \| Pays \| Équipe \| Temps \| \| --------------------- \| --------------------- \| --------------------- \| --------------------- \| --------------------- \| \| 1er \| Pello Bilbao \| Espagne \| Astana \| 3 h 34 min 11 s \| \| 2e \| Geraint Thomas \| Royaume-Uni \| Team Sky \| + 21 s \| \| 3e \| Dan Martin \| Irlande \| UAE Team Emirates \| + 23 s \| \| 4e \| Romain Bardet \| France \| AG2R La Mondiale \| + 23 s \| \| 5e \| Adam Yates \| Royaume-Uni \| Mitchelton-Scott \| + 26 s \| \| 6e \| Emanuel Buchmann \| Allemagne \| Bora-Hansgrohe \| + 1 min 02 s \| \| 7e \| Ilnur Zakarin \| Russie \| Katusha-Alpecin \| + 1 min 20 s \| \| 8e \| Pierre Latour \| France \| AG2R La Mondiale \| + 1 min 40 s \| \| 9e \| Tao Geoghegan Hart \| Royaume-Uni \| Team Sky \| + 1 min 45 s \| \| 10e \| Valerio Conti \| Italie \| UAE Team Emirates \| + 1 min 45 s \| |                    |             |                   |                 |
| |                    |             |                   |                 |
| |                    |             |                   |                 |
| Classement de l'étape |                    |             |                   |                 |
| Coureur | Coureur            | Pays        | Équipe            | Temps           |
| 1er | Pello Bilbao       | Espagne     | Astana            | 3 h 34 min 11 s |
| 2e | Geraint Thomas     | Royaume-Uni | Team Sky          | + 21 s          |
| 3e | Dan Martin         | Irlande     | UAE Team Emirates | + 23 s          |
| 4e | Romain Bardet      | France      | AG2R La Mondiale  | + 23 s          |
| 5e | Adam Yates         | Royaume-Uni | Mitchelton-Scott  | + 26 s          |
| 6e | Emanuel Buchmann   | Allemagne   | Bora-Hansgrohe    | + 1 min 02 s    |
| 7e | Ilnur Zakarin      | Russie      | Katusha-Alpecin   | + 1 min 20 s    |
| 8e | Pierre Latour      | France      | AG2R La Mondiale  | + 1 min 40 s    |
| 9e | Tao Geoghegan Hart | Royaume-Uni | Team Sky          | + 1 min 45 s    |
| 10e | Valerio Conti      | Italie      | UAE Team Emirates | + 1 min 45 s    |

| \| Classement général \| Classement général \| Classement général \| Classement général \| Classement général \| \| Coureur \| Coureur \| Pays \| Équipe \| Temps \| \| ------------------ \| ------------------ \| ------------------ \| ------------------------- \| ------------------ \| \| 1er \| Geraint Thomas \| Royaume-Uni \| Team Sky \| 20 h 51 min 19 s \| \| 2e \| Adam Yates \| Royaume-Uni \| Mitchelton-Scott \| + 1 min 29 s \| \| 3e \| Romain Bardet \| France \| AG2R La Mondiale \| + 2 min 01 s \| \| 4e \| Dan Martin \| Irlande \| UAE Team Emirates \| + 2 min 30 s \| \| 5e \| Damiano Caruso \| Italie \| BMC Racing Team \| + 2 min 39 s \| \| 6e \| Emanuel Buchmann \| Allemagne \| Bora-Hansgrohe \| + 3 min 10 s \| \| 7e \| Ilnur Zakarin \| Russie \| Katusha-Alpecin \| + 3 min 29 s \| \| 8e \| Marc Soler \| Espagne \| Movistar Team \| + 3 min 40 s \| \| 9e \| Pierre Latour \| France \| AG2R La Mondiale \| + 3 min 49 s \| \| 10e \| Pierre Rolland \| France \| EF Education First-Drapac \| + 4 min 00 s \| |                  |             |                           |                  |
| |                  |             |                           |                  |
| |                  |             |                           |                  |
| Classement général |                  |             |                           |                  |
| Coureur | Coureur          | Pays        | Équipe                    | Temps            |
| 1er | Geraint Thomas   | Royaume-Uni | Team Sky                  | 20 h 51 min 19 s |
| 2e | Adam Yates       | Royaume-Uni | Mitchelton-Scott          | + 1 min 29 s     |
| 3e | Romain Bardet    | France      | AG2R La Mondiale          | + 2 min 01 s     |
| 4e | Dan Martin       | Irlande     | UAE Team Emirates         | + 2 min 30 s     |
| 5e | Damiano Caruso   | Italie      | BMC Racing Team           | + 2 min 39 s     |
| 6e | Emanuel Buchmann | Allemagne   | Bora-Hansgrohe            | + 3 min 10 s     |
| 7e | Ilnur Zakarin    | Russie      | Katusha-Alpecin           | + 3 min 29 s     |
| 8e | Marc Soler       | Espagne     | Movistar Team             | + 3 min 40 s     |
| 9e | Pierre Latour    | France      | AG2R La Mondiale          | + 3 min 49 s     |
| 10e | Pierre Rolland   | France      | EF Education First-Drapac | + 4 min 00 s     |

### 7eétape
| \| Classement de l'étape \| Classement de l'étape \| Classement de l'étape \| Classement de l'étape \| Classement de l'étape \| \| Coureur \| Coureur \| Pays \| Équipe \| Temps \| \| --------------------- \| --------------------- \| --------------------- \| -------------------------- \| --------------------- \| \| 1er \| Adam Yates \| Royaume-Uni \| Mitchelton-Scott \| 3 h 51 min 34 s \| \| 2e \| Daniel Navarro \| Espagne \| Cofidis, Solutions Crédits \| + 4 s \| \| 3e \| Romain Bardet \| France \| AG2R La Mondiale \| + 9 s \| \| 4e \| Emanuel Buchmann \| Allemagne \| Bora-Hansgrohe \| + 14 s \| \| 5e \| Geraint Thomas \| Royaume-Uni \| Team Sky \| + 19 s \| \| 6e \| Dan Martin \| Irlande \| UAE Team Emirates \| + 24 s \| \| 7e \| Damiano Caruso \| Italie \| BMC Racing Team \| + 24 s \| \| 8e \| Guillaume Martin \| France \| Wanty-Groupe Gobert \| + 28 s \| \| 9e \| Pierre Latour \| France \| AG2R La Mondiale \| + 35 s \| \| 10e \| Pierre Rolland \| France \| EF Education First-Drapac \| + 41 s \| |                  |             |                            |                 |
| |                  |             |                            |                 |
| |                  |             |                            |                 |
| Classement de l'étape |                  |             |                            |                 |
| Coureur | Coureur          | Pays        | Équipe                     | Temps           |
| 1er | Adam Yates       | Royaume-Uni | Mitchelton-Scott           | 3 h 51 min 34 s |
| 2e | Daniel Navarro   | Espagne     | Cofidis, Solutions Crédits | + 4 s           |
| 3e | Romain Bardet    | France      | AG2R La Mondiale           | + 9 s           |
| 4e | Emanuel Buchmann | Allemagne   | Bora-Hansgrohe             | + 14 s          |
| 5e | Geraint Thomas   | Royaume-Uni | Team Sky                   | + 19 s          |
| 6e | Dan Martin       | Irlande     | UAE Team Emirates          | + 24 s          |
| 7e | Damiano Caruso   | Italie      | BMC Racing Team            | + 24 s          |
| 8e | Guillaume Martin | France      | Wanty-Groupe Gobert        | + 28 s          |
| 9e | Pierre Latour    | France      | AG2R La Mondiale           | + 35 s          |
| 10e | Pierre Rolland   | France      | EF Education First-Drapac  | + 41 s          |

## Classements finals

### Classement général final
| \| Classement général \| Classement général \| Classement général \| Classement général \| Classement général \| \| Coureur \| Coureur \| Pays \| Équipe \| Temps \| \| ------------------ \| ------------------ \| ------------------ \| -------------------------- \| ------------------ \| \| 1er \| Geraint Thomas \| Royaume-Uni \| Team Sky \| 24 h 43 min 12 s \| \| 2e \| Adam Yates \| Royaume-Uni \| Mitchelton-Scott \| + 1 min 00 s \| \| 3e \| Romain Bardet \| France \| AG2R La Mondiale \| + 1 min 47 s \| \| 4e \| Dan Martin \| Irlande \| UAE Team Emirates \| + 2 min 35 s \| \| 5e \| Damiano Caruso \| Italie \| BMC Racing Team \| + 2 min 44 s \| \| 6e \| Emanuel Buchmann \| Allemagne \| Bora-Hansgrohe \| + 3 min 05 s \| \| 7e \| Pierre Latour \| France \| AG2R La Mondiale \| + 4 min 05 s \| \| 8e \| Pierre Rolland \| France \| EF Education First-Drapac \| + 4 min 22 s \| \| 9e \| Daniel Navarro \| Espagne \| Cofidis, Solutions Crédits \| + 4 min 31 s \| \| 10e \| Ilnur Zakarin \| Russie \| Katusha-Alpecin \| + 4 min 45 s \| |                  |             |                            |                  |
| |                  |             |                            |                  |
| Source : ProCyclingStats |                  |             |                            |                  |
| Classement général |                  |             |                            |                  |
| Coureur | Coureur          | Pays        | Équipe                     | Temps            |
| 1er | Geraint Thomas   | Royaume-Uni | Team Sky                   | 24 h 43 min 12 s |
| 2e | Adam Yates       | Royaume-Uni | Mitchelton-Scott           | + 1 min 00 s     |
| 3e | Romain Bardet    | France      | AG2R La Mondiale           | + 1 min 47 s     |
| 4e | Dan Martin       | Irlande     | UAE Team Emirates          | + 2 min 35 s     |
| 5e | Damiano Caruso   | Italie      | BMC Racing Team            | + 2 min 44 s     |
| 6e | Emanuel Buchmann | Allemagne   | Bora-Hansgrohe             | + 3 min 05 s     |
| 7e | Pierre Latour    | France      | AG2R La Mondiale           | + 4 min 05 s     |
| 8e | Pierre Rolland   | France      | EF Education First-Drapac  | + 4 min 22 s     |
| 9e | Daniel Navarro   | Espagne     | Cofidis, Solutions Crédits | + 4 min 31 s     |
| 10e | Ilnur Zakarin    | Russie      | Katusha-Alpecin            | + 4 min 45 s     |

### Classements annexes
| Classement par points | Classement par points | Classement par points | Classement par points | Classement par points |
| Coureur               | Coureur               | Pays                  | Équipe                | Points                |
| --------------------- | --------------------- | --------------------- | --------------------- | --------------------- |
| 1er                   | Daryl Impey           | Afrique du Sud        | Mitchelton-Scott      | 45 pts                |
| 2e                    | Dan Martin            | Irlande               | UAE Team Emirates     | 42 pts                |
| 3e                    | Geraint Thomas        | Royaume-Uni           | Team Sky              | 40 pts                |
| 4e                    | Julian Alaphilippe    | France                | Quick-Step Floors     | 37 pts                |
| 5e                    | Adam Yates            | Royaume-Uni           | Mitchelton-Scott      | 36 pts                |
| 6e                    | Michał Kwiatkowski    | Pologne               | Team Sky              | 31 pts                |
| 7e                    | Romain Bardet         | France                | AG2R La Mondiale      | 31 pts                |
| 8e                    | Emanuel Buchmann      | Allemagne             | Bora-Hansgrohe        | 25 pts                |
| 9e                    | Edvald Boasson Hagen  | Norvège               | Dimension Data        | 22 pts                |
| 10e                   | Damiano Caruso        | Italie                | BMC Racing Team       | 20 pts                |

| Classement par points | Classement par points | Classement par points | Classement par points | Classement par points |
| Coureur               | Coureur               | Pays                  | Équipe                | Points                |
| --------------------- | --------------------- | --------------------- | --------------------- | --------------------- |
| 1er                   | Daryl Impey           | Afrique du Sud        | Mitchelton-Scott      | 45 pts                |
| 2e                    | Dan Martin            | Irlande               | UAE Team Emirates     | 42 pts                |
| 3e                    | Geraint Thomas        | Royaume-Uni           | Team Sky              | 40 pts                |
| 4e                    | Julian Alaphilippe    | France                | Quick-Step Floors     | 37 pts                |
| 5e                    | Adam Yates            | Royaume-Uni           | Mitchelton-Scott      | 36 pts                |
| 6e                    | Michał Kwiatkowski    | Pologne               | Team Sky              | 31 pts                |
| 7e                    | Romain Bardet         | France                | AG2R La Mondiale      | 31 pts                |
| 8e                    | Emanuel Buchmann      | Allemagne             | Bora-Hansgrohe        | 25 pts                |
| 9e                    | Edvald Boasson Hagen  | Norvège               | Dimension Data        | 22 pts                |
| 10e                   | Damiano Caruso        | Italie                | BMC Racing Team       | 20 pts                |

| Classement de la montagne | Classement de la montagne | Classement de la montagne | Classement de la montagne  | Classement de la montagne |
| Coureur                   | Coureur                   | Pays                      | Équipe                     | Points                    |
| ------------------------- | ------------------------- | ------------------------- | -------------------------- | ------------------------- |
| 1er                       | Dario Cataldo             | Italie                    | Astana                     | 53 pts                    |
| 2e                        | Pello Bilbao              | Espagne                   | Astana                     | 37 pts                    |
| 3e                        | Daniel Navarro            | Espagne                   | Cofidis, Solutions Crédits | 28 pts                    |
| 4e                        | Geraint Thomas            | Royaume-Uni               | Team Sky                   | 26 pts                    |
| 5e                        | Dan Martin                | Irlande                   | UAE Team Emirates          | 25 pts                    |
| 6e                        | Warren Barguil            | France                    | Fortuneo-Samsic            | 25 pts                    |
| 7e                        | Adam Yates                | Royaume-Uni               | Mitchelton-Scott           | 22 pts                    |
| 8e                        | David Gaudu               | France                    | Groupama-FDJ               | 21 pts                    |
| 9e                        | Antwan Tolhoek            | Pays-Bas                  | LottoNL-Jumbo              | 20 pts                    |
| 10e                       | Julian Alaphilippe        | France                    | Quick-Step Floors          | 19 pts                    |

| Classement de la montagne | Classement de la montagne | Classement de la montagne | Classement de la montagne  | Classement de la montagne |
| Coureur                   | Coureur                   | Pays                      | Équipe                     | Points                    |
| ------------------------- | ------------------------- | ------------------------- | -------------------------- | ------------------------- |
| 1er                       | Dario Cataldo             | Italie                    | Astana                     | 53 pts                    |
| 2e                        | Pello Bilbao              | Espagne                   | Astana                     | 37 pts                    |
| 3e                        | Daniel Navarro            | Espagne                   | Cofidis, Solutions Crédits | 28 pts                    |
| 4e                        | Geraint Thomas            | Royaume-Uni               | Team Sky                   | 26 pts                    |
| 5e                        | Dan Martin                | Irlande                   | UAE Team Emirates          | 25 pts                    |
| 6e                        | Warren Barguil            | France                    | Fortuneo-Samsic            | 25 pts                    |
| 7e                        | Adam Yates                | Royaume-Uni               | Mitchelton-Scott           | 22 pts                    |
| 8e                        | David Gaudu               | France                    | Groupama-FDJ               | 21 pts                    |
| 9e                        | Antwan Tolhoek            | Pays-Bas                  | LottoNL-Jumbo              | 20 pts                    |
| 10e                       | Julian Alaphilippe        | France                    | Quick-Step Floors          | 19 pts                    |

| Classement du meilleur jeune | Classement du meilleur jeune | Classement du meilleur jeune | Classement du meilleur jeune | Classement du meilleur jeune |
| Coureur                      | Coureur                      | Pays                         | Équipe                       | Temps                        |
| ---------------------------- | ---------------------------- | ---------------------------- | ---------------------------- | ---------------------------- |
| 1er                          | Pierre Latour                | France                       | AG2R La Mondiale             | 24 h 47 min 17 s             |
| 2e                           | Antwan Tolhoek               | Pays-Bas                     | LottoNL-Jumbo                | + 1 min 16 s                 |
| 3e                           | Guillaume Martin             | France                       | Wanty-Groupe Gobert          | + 1 min 49 s                 |
| 4e                           | Tao Geoghegan Hart           | Royaume-Uni                  | Team Sky                     | + 3 min 00 s                 |
| 5e                           | Tiesj Benoot                 | Belgique                     | Lotto-Soudal                 | + 4 min 29 s                 |
| 6e                           | Valerio Conti                | Italie                       | UAE Team Emirates            | + 4 min 55 s                 |
| 7e                           | Marc Soler                   | Espagne                      | Movistar Team                | + 5 min 20 s                 |
| 8e                           | Léo Vincent                  | France                       | Groupama-FDJ                 | + 7 min 08 s                 |
| 9e                           | Amanuel Ghebreigzabhier      | Érythrée                     | Dimension Data               | + 16 min 29 s                |
| 10e                          | Edward Ravasi                | Italie                       | UAE Team Emirates            | + 18 min 21 s                |

| Classement du meilleur jeune | Classement du meilleur jeune | Classement du meilleur jeune | Classement du meilleur jeune | Classement du meilleur jeune |
| Coureur                      | Coureur                      | Pays                         | Équipe                       | Temps                        |
| ---------------------------- | ---------------------------- | ---------------------------- | ---------------------------- | ---------------------------- |
| 1er                          | Pierre Latour                | France                       | AG2R La Mondiale             | 24 h 47 min 17 s             |
| 2e                           | Antwan Tolhoek               | Pays-Bas                     | LottoNL-Jumbo                | + 1 min 16 s                 |
| 3e                           | Guillaume Martin             | France                       | Wanty-Groupe Gobert          | + 1 min 49 s                 |
| 4e                           | Tao Geoghegan Hart           | Royaume-Uni                  | Team Sky                     | + 3 min 00 s                 |
| 5e                           | Tiesj Benoot                 | Belgique                     | Lotto-Soudal                 | + 4 min 29 s                 |
| 6e                           | Valerio Conti                | Italie                       | UAE Team Emirates            | + 4 min 55 s                 |
| 7e                           | Marc Soler                   | Espagne                      | Movistar Team                | + 5 min 20 s                 |
| 8e                           | Léo Vincent                  | France                       | Groupama-FDJ                 | + 7 min 08 s                 |
| 9e                           | Amanuel Ghebreigzabhier      | Érythrée                     | Dimension Data               | + 16 min 29 s                |
| 10e                          | Edward Ravasi                | Italie                       | UAE Team Emirates            | + 18 min 21 s                |

| Classement par équipes | Classement par équipes     | Classement par équipes | Classement par équipes |
| Équipe                 | Équipe                     | Pays                   | Temps                  |
| ---------------------- | -------------------------- | ---------------------- | ---------------------- |
| 1re                    | Sky                        | Royaume-Uni            | 73 h 17 min 36 s       |
| 2e                     | UAE Team Emirates          | Émirats arabes unis    | + 7 min 18 s           |
| 3e                     | AG2R La Mondiale           | France                 | + 10 min 50 s          |
| 4e                     | Cofidis, Solutions Crédits | France                 | + 18 min 39 s          |
| 5e                     | Katusha-Alpecin            | Suisse                 | + 37 min 11 s          |
| 6e                     | Wanty-Groupe Gobert        | Belgique               | + 43 min 49 s          |
| 7e                     | Groupama-FDJ               | France                 | + 44 min 36 s          |
| 8e                     | BMC Racing Team            | États-Unis             | + 53 min 22 s          |
| 9e                     | Astana                     | Kazakhstan             | + 54 min 13 s          |
| 10e                    | Mitchelton-Scott           | Australie              | + 58 min 35 s          |

| Classement par équipes | Classement par équipes     | Classement par équipes | Classement par équipes |
| Équipe                 | Équipe                     | Pays                   | Temps                  |
| ---------------------- | -------------------------- | ---------------------- | ---------------------- |
| 1re                    | Sky                        | Royaume-Uni            | 73 h 17 min 36 s       |
| 2e                     | UAE Team Emirates          | Émirats arabes unis    | + 7 min 18 s           |
| 3e                     | AG2R La Mondiale           | France                 | + 10 min 50 s          |
| 4e                     | Cofidis, Solutions Crédits | France                 | + 18 min 39 s          |
| 5e                     | Katusha-Alpecin            | Suisse                 | + 37 min 11 s          |
| 6e                     | Wanty-Groupe Gobert        | Belgique               | + 43 min 49 s          |
| 7e                     | Groupama-FDJ               | France                 | + 44 min 36 s          |
| 8e                     | BMC Racing Team            | États-Unis             | + 53 min 22 s          |
| 9e                     | Astana                     | Kazakhstan             | + 54 min 13 s          |
| 10e                    | Mitchelton-Scott           | Australie              | + 58 min 35 s          |

## UCI World Tour
Le barème des points du classement World Tour sur ce Critérium du Dauphiné est le suivant :
| Position           | 1er | 2e  | 3e  | 4e  | 5e  | 6e  | 7e  | 8e  | 9e  | 10e | 11e | 12e | 13e | 14e | 15e | 16e | 17e | 18e | 19e | 20e | 21e à 25e | 26e à 30e | 31e à 40e | 41e à 50e | 51e à 55e | 56e à 60e |
| ------------------ | --- | --- | --- | --- | --- | --- | --- | --- | --- | --- | --- | --- | --- | --- | --- | --- | --- | --- | --- | --- | --------- | --------- | --------- | --------- | --------- | --------- |
| Classement général | 500 | 400 | 325 | 275 | 225 | 175 | 150 | 125 | 100 | 85  | 70  | 60  | 50  | 40  | 35  | 30  | 30  | 30  | 30  | 30  | 20        | 20        | 10        | 10        | 5         | 3         |
| Par étapes         | 60  | 25  | 10  |     |     |     |     |     |     |     |     |     |     |     |     |     |     |     |     |     |           |           |           |           |           |           |
| Leader par étapes  | 10  |     |     |     |     |     |     |     |     |     |     |     |     |     |     |     |     |     |     |     |           |           |           |           |           |           |

| Rang | Coureur            | Équipe                    | Général | Etape | Leader | Total  |
| ---- | ------------------ | ------------------------- | ------- | ----- | ------ | ------ |
| 1er  | Geraint Thomas     | Sky                       | 500     | 68.57 | 20     | 588.57 |
| 2e   | Adam Yates         | Mitchelton-Scott          | 400     | 70    | 0      | 470    |
| 3e   | Daniel Martin      | UAE Emirates              | 275     | 95    | 0      | 370    |
| 4e   | Romain Bardet      | AG2R La Mondiale          | 325     | 10    | 0      | 335    |
| 5e   | Damiano Caruso     | BMC Racing                | 225     | 3.57  | 0      | 228.57 |
| 6e   | Emanuel Buchmann   | BMC Racing                | 175     | 0     | 0      | 175    |
| 7e   | Pierre Latour      | AG2R La Mondiale          | 150     | 0     | 0      | 175    |
| 8e   | Pierre Rolland     | EF Education First-Drapac | 125     | 0     | 0      | 125    |
| 9e   | Daniel Navarro     | Cofidis                   | 100     | 25    | 0      | 125    |
| 10e  | Michał Kwiatkowski | Sky                       | 10      | 68.57 | 30     | 108.57 |

### Classements UCI World Tour à l'issue de la course
| Rang | Coureur            | Équipe            | Points  |
| ---- | ------------------ | ----------------- | ------- |
| 1er  | Peter Sagan        | Bora-Hansgrohe    | 1914    |
| 2e   | Alejandro Valverde | Movistar          | 1682    |
| 3e   | Simon Yates        | Mitchelton-Scott  | 1472    |
| 4e   | Elia Viviani       | Quick-Step Floors | 1397    |
| 5e   | Julian Alaphilippe | Quick-Step Floors | 1303    |
| 6e   | Niki Terpstra      | Quick-Step Floors | 1297    |
| 7e   | Michael Valgren    | Astana            | 1215    |
| 8e   | Primož Roglič      | Lotto NL-Jumbo    | 1211    |
| 9e   | Christopher Froome | Sky               | 1205.43 |
| 10e  | Romain Bardet      | AG2R La Mondiale  | 1080    |

| Rang | Équipe            | Points  |
| ---- | ----------------- | ------- |
| 1er  | Quick-Step Floors | 8104    |
| 2e   | Mitchelton-Scott  | 6032.99 |
| 3e   | Sky               | 5934    |
| 4e   | Bora-Hansgrohe    | 5705    |
| 5e   | BMC Racing        | 4769,98 |
| 6e   | Movistar          | 4725    |
| 7e   | Astana            | 4381    |
| 8e   | Bahrain-Merida    | 4379    |
| 9e   | AG2R La Mondiale  | 3971    |
| 10e  | Lotto NL-Jumbo    | 3349    |

## Évolution des classements
Le classement général, dont le leader porte le maillot jaune à bande bleue, s'établit en additionnant les temps réalisés à chaque étape, puis en ôtant d'éventuelles bonifications (10, 6 et 4 s à l'arrivée des étapes en ligne). En cas d'égalité, les critères de départage, dans l'ordre, sont : les fractions de seconde enregistrés lors du prologue, addition des places obtenues lors de chaque étape, place obtenue lors de la dernière étape.
Le classement par points, dont le leader porte le maillot vert, est l'addition des points attribués à l'arrivée des étapes. 
- Pour les étapes 1, 2, 3 et 5 (25, 22, 20, 18, 16, 14, 12, 10, 8 et 6 points aux 10 premiers coureurs classés).
- Pour les étapes 4, 6, 7 et 8 (15, 12, 10, 8, 6, 5, 4, 3, 2 et 1 points aux 10 premiers coureurs classés).

En cas d'égalité de points, les critères de départage, dans l'ordre, sont : nombre de victoires d'étape, classement général au temps. Le vainqueur de ce classement remporte une dotation de 2 000 €.
Le classement du meilleur grimpeur, dont le leader porte le maillot bleu à pois blancs, consiste en l'addition des points obtenus au sommet des ascensions ;
- Hors catégorie (15, 12, 10, 8, 6, 5, 4, 3, 2 et 1 points aux 10 premiers coureurs classés),
- 1re catégorie (10, 8, 6, 4, 2 et 1 points aux 6 premiers coureurs classés),
- 2e catégorie (5, 3, 2 et 1 points aux 4 premiers coureurs classés),
- 3e catégorie (2 et 1 points aux 2 premiers coureurs classés),
- 4e catégorie (1 point au premier coureur classé).

En cas d'égalité de points, les critères de départage, dans l'ordre, sont : nombre de premières places dans les ascensions Hors catégorie, de 1re, de 2e, de 3e, puis de 4e catégorie, classement général. Le vainqueur de ce classement remporte une dotation de 2 000 €.
Le classement du meilleur jeune, dont le leader porte le maillot blanc, est le classement général des coureurs nés depuis le 1er janvier 1992. Le vainqueur de ce classement remporte une dotation de 1 000 €.
Le classement par équipes de l'étape est l'addition des trois meilleurs temps individuels de chaque équipe. En cas d'égalité, les critères de départage, dans l'ordre, sont : addition des places des trois premiers coureurs des équipes concernées, place du meilleur coureur sur l'étape. Calculer le classement par équipes revient à additionner les classements par équipes de chaque étape. En cas d'égalité, les critères de départage, dans l'ordre, sont : nombre de premières places dans le classement par équipes du jour, nombre de deuxièmes places dans le classement par équipes du jour, etc., place au classement général du meilleur coureur des équipes concernées.
| Étape              | Vainqueur          | Classement général | Classement par points | Classement de la montagne | Classement du meilleur jeune | Classement par équipes |
| ------------------ | ------------------ | ------------------ | --------------------- | ------------------------- | ---------------------------- | ---------------------- |
| P                  | Michał Kwiatkowski | Michał Kwiatkowski | Michał Kwiatkowski    | Non décerné               | Gianni Moscon                | Sky                    |
| 1                  | Daryl Impey        | Michał Kwiatkowski | Michał Kwiatkowski    | Brice Feillu              | Gianni Moscon                | Sky                    |
| 2                  | Pascal Ackermann   | Daryl Impey        | Daryl Impey           | Brice Feillu              | Gianni Moscon                | Sky                    |
| 3                  | Sky                | Michał Kwiatkowski | Daryl Impey           | Brice Feillu              | Gianni Moscon                | Sky                    |
| 4                  | Julian Alaphilippe | Gianni Moscon      | Daryl Impey           | Dario Cataldo             | Gianni Moscon                | Sky                    |
| 5                  | Daniel Martin      | Geraint Thomas     | Daryl Impey           | Dario Cataldo             | Gianni Moscon                | Sky                    |
| 6                  | Peio Bilbao        | Geraint Thomas     | Daryl Impey           | Dario Cataldo             | Marc Soler                   | Sky                    |
| 7                  | Adam Yates         | Geraint Thomas     | Daryl Impey           | Dario Cataldo             | Pierre Latour                | Sky                    |
| Classements finals | Classements finals | Geraint Thomas     | Daryl Impey           | Dario Cataldo             | Pierre Latour                | Sky                    |

## Liste des participants
| Légende                             | Légende                                                                                                  | Légende                                | Légende                                                                                                  |
| ----------------------------------- | --- | -------------------------------------- | --- |
| Num                                 | Dossard de départ porté par le coureur sur ce Critérium du Dauphiné                                      | Pos                                    | Position finale au classement général                                                                    |
| Leader du classement général        | Indique le vainqueur du classement général                                                               | Leader du classement par points        | Indique le vainqueur du classement par points                                                            |
| Leader du classement de la montagne | Indique le vainqueur du classement de la montagne                                                        | Leader du classement du meilleur jeune | Indique le vainqueur du classement du meilleur jeune                                                     |
|                                     | Indique un maillot de champion national ou mondial, suivi de sa spécialité                               | #                                      | Indique la meilleure équipe                                                                              |
| NP                                  | Indique un coureur qui n'a pas pris le départ d'une étape, suivi du numéro de l'étape où il s'est retiré | AB                                     | Indique un coureur qui n'a pas terminé une étape, suivi du numéro de l'étape où il s'est retiré          |
| HD                                  | Indique un coureur qui a terminé une étape hors des délais, suivi du numéro de l'étape                   | *                                      | Indique un coureur en lice pour le classement du meilleur jeune (coureurs nés après le 1er janvier 1993) |

| Astana AST                           | Astana AST                 | Astana AST |
| ------------------------------------ | -------------------------- | ---------- |
| Num                                  | Coureur                    | Pos        |
| 1                                    | Pello Bilbao (ESP)         | 27e        |
| 2                                    | Dario Cataldo (ITA)        | 46e        |
| 3                                    | Sergey Chernetskiy (RUS)   | 35e        |
| 4                                    | Hugo Houle (CAN)           | 62e        |
| 5                                    | Bakhtiyar Kozhatayev (KAZ) | AB-6       |
| 6                                    | Nikita Stalnow (KAZ)       | 81e        |
| 7                                    | Michael Valgren (DEN)      | 23e        |
| Directeur sportif : Sergueï Yakovlev |                            |            |

| UAE Team Emirates UAD             | UAE Team Emirates UAD   | UAE Team Emirates UAD |
| --------------------------------- | ----------------------- | --------------------- |
| Num                               | Coureur                 | Pos                   |
| 11                                | Dan Martin (IRL)        | 4e                    |
| 12                                | Sven Erik Bystrøm (NOR) | AB-7                  |
| 13                                | Valerio Conti (ITA)     | 15e                   |
| 14                                | Manuele Mori (ITA)      | NP-4                  |
| 15                                | Simone Petilli (ITA)    | 55e                   |
| 16                                | Edward Ravasi (ITA)     | 26e                   |
| 17                                | Rory Sutherland (AUS)   | 102e                  |
| Directeur sportif : Daniele Righi |                         |                       |

| Team Sky SKY                      | Team Sky SKY                        | Team Sky SKY |
| --------------------------------- | ----------------------------------- | ------------ |
| Num                               | Coureur                             | Pos          |
| 21                                | Geraint Thomas (GBR)                | 1er          |
| 22                                | Jonathan Castroviejo (ESP) (chrono) | 30e          |
| 23                                | Tao Geoghegan Hart (GBR)            | 13e          |
| 24                                | Michał Kwiatkowski (POL) (chrono)   | 49e          |
| 25                                | Gianni Moscon (ITA) (chrono)        | 48e          |
| 26                                | Luke Rowe (GBR)                     | AB-7         |
| 27                                | Dylan van Baarle (NED)              | 75e          |
| Directeur sportif : Xabier Zandio |                                     |              |

| AG2R La Mondiale ALM              | AG2R La Mondiale ALM         | AG2R La Mondiale ALM |
| --------------------------------- | ---------------------------- | -------------------- |
| Num                               | Coureur                      | Pos                  |
| 31                                | Romain Bardet (FRA)          | 3e                   |
| 32                                | Axel Domont (FRA)            | 53e                  |
| 33                                | Tony Gallopin (FRA)          | 31e                  |
| 34                                | Alexis Gougeard (FRA)        | AB-7                 |
| 35                                | Pierre Latour (FRA) (chrono) | 7e                   |
| 36                                | Oliver Naesen (BEL) (route)  | 60e                  |
| 37                                | Alexis Vuillermoz (FRA)      | NP-2                 |
| Directeur sportif : Didier Jannel |                              |                      |

| BMC Racing Team BMC                 | BMC Racing Team BMC          | BMC Racing Team BMC |
| ----------------------------------- | ---------------------------- | ------------------- |
| Num                                 | Coureur                      | Pos                 |
| 41                                  | Damiano Caruso (ITA)         | 5e                  |
| 42                                  | Patrick Bevin (NZL)          | 63e                 |
| 43                                  | Tom Bohli (SUI)              | 105e                |
| 44                                  | Brent Bookwalter (USA)       | 37e                 |
| 45                                  | Joey Rosskopf (USA) (chrono) | 40e                 |
| 46                                  | Dylan Teuns (BEL)            | 54e                 |
| 47                                  | Danilo Wyss (SUI)            | 89e                 |
| Directeur sportif : Jackson Stewart |                              |                     |

| Bahrain-Merida TBM               | Bahrain-Merida TBM         | Bahrain-Merida TBM |
| -------------------------------- | -------------------------- | ------------------ |
| Num                              | Coureur                    | Pos                |
| 51                               | Vincenzo Nibali (ITA)      | 24e                |
| 52                               | Yukiya Arashiro (JPN)      | 106e               |
| 53                               | Iván García Cortina (ESP)  | AB-7               |
| 54                               | Heinrich Haussler (AUS)    | 95e                |
| 55                               | Ramūnas Navardauskas (LTU) | AB-7               |
| 56                               | Franco Pellizotti (ITA)    | 39e                |
| 57                               | Luka Pibernik (SLO)        | 99e                |
| Directeur sportif : Paolo Slongo |                            |                    |

| Bora-Hansgrohe BOH                   | Bora-Hansgrohe BOH                 | Bora-Hansgrohe BOH |
| ------------------------------------ | ---------------------------------- | ------------------ |
| Num                                  | Coureur                            | Pos                |
| 61                                   | Emanuel Buchmann (GER)             | 6e                 |
| 62                                   | Pascal Ackermann (GER)             | AB-7               |
| 63                                   | Peter Kennaugh (GBR)               | AB-6               |
| 64                                   | Jay McCarthy (AUS)                 | 66e                |
| 65                                   | Lukas Pöstlberger (AUT)            | 83e                |
| 66                                   | Aleksejs Saramotins (LAT) (chrono) | AB-6               |
| 67                                   | Rüdiger Selig (GER)                | AB-5               |
| Directeur sportif : Steffen Radochla |                                    |                    |

| Lotto-Soudal LTS                                    | Lotto-Soudal LTS         | Lotto-Soudal LTS |
| --------------------------------------------------- | ------------------------ | ---------------- |
| Num                                                 | Coureur                  | Pos              |
| 71                                                  | Tiesj Benoot (BEL)       | 14e              |
| 72                                                  | Victor Campenaerts (BEL) | 74e              |
| 73                                                  | Thomas De Gendt (BEL)    | AB-7             |
| 74                                                  | Jens Keukeleire (BEL)    | 64e              |
| 75                                                  | Tomasz Marczyński (POL)  | 57e              |
| 76                                                  | Jelle Vanendert (BEL)    | AB-7             |
| 77                                                  | Jelle Wallays (BEL)      | AB-7             |
| Directeur sportif : Herman Frison, Frederik Willems |                          |                  |

| Cofidis, Solutions Crédits COF                        | Cofidis, Solutions Crédits COF | Cofidis, Solutions Crédits COF |
| ----------------------------------------------------- | ------------------------------ | ------------------------------ |
| Num                                                   | Coureur                        | Pos                            |
| 81                                                    | Jesús Herrada (ESP) (route)    | 50e                            |
| 82                                                    | Nicolas Edet (FRA)             | 20e                            |
| 83                                                    | José Herrada (ESP)             | AB-7                           |
| 84                                                    | Daniel Navarro (ESP)           | 9e                             |
| 85                                                    | Julien Simon (FRA)             | 101e                           |
| 86                                                    | Daniel Teklehaimanot (ERI)     | 85e                            |
| 87                                                    | Anthony Turgis (FRA)           | 110e                           |
| Directeur sportif : Roberto Damiani, Jean-Luc Jonrond |                                |                                |

| Movistar Team MOV                                          | Movistar Team MOV      | Movistar Team MOV |
| ---------------------------------------------------------- | ---------------------- | ----------------- |
| Num                                                        | Coureur                | Pos               |
| 91                                                         | Marc Soler (ESP)       | 16e               |
| 92                                                         | Jorge Arcas (ESP)      | 94e               |
| 93                                                         | Héctor Carretero (ESP) | 73e               |
| 94                                                         | Jaime Castrillo (ESP)  | 97e               |
| 95                                                         | Imanol Erviti (ESP)    | 92e               |
| 96                                                         | Jaime Rosón (ESP)      |                   |
| 97                                                         | Jasha Sütterlin (GER)  | 91e               |
| Directeur sportif : José Luis Arrieta, José Luis Jaimerena |                        |                   |

| Quick-Step Floors QST                            | Quick-Step Floors QST     | Quick-Step Floors QST |
| ------------------------------------------------ | ------------------------- | --------------------- |
| Num                                              | Coureur                   | Pos                   |
| 101                                              | Julian Alaphilippe (FRA)  | 21e                   |
| 102                                              | Laurens De Plus (BEL)     | AB-7                  |
| 103                                              | Fabio Jakobsen (NED)      | AB-4                  |
| 104                                              | Bob Jungels (LUX) (route) | 25e                   |
| 105                                              | James Knox (GBR)          | 79e                   |
| 106                                              | Pieter Serry (BEL)        | 76e                   |
| 107                                              | Niki Terpstra (NED)       | AB-7                  |
| Directeur sportif : Brian Holm, Wilfried Peeters |                           |                       |

| Groupama-FDJ GFC                                    | Groupama-FDJ GFC                 | Groupama-FDJ GFC |
| --------------------------------------------------- | -------------------------------- | ---------------- |
| Num                                                 | Coureur                          | Pos              |
| 111                                                 | David Gaudu (FRA)                | 45e              |
| 112                                                 | Bruno Armirail (FRA)             | 77e              |
| 113                                                 | Antoine Duchesne (CAN)           | 88e              |
| 114                                                 | Tobias Ludvigsson (SWE) (chrono) | 58e              |
| 115                                                 | Rudy Molard (FRA)                | 29e              |
| 116                                                 | Benjamin Thomas (FRA)            | 109e             |
| 117                                                 | Léo Vincent (FRA)                | 18e              |
| Directeur sportif : Thierry Bricaud, Sébastien Joly |                                  |                  |

| Katusha-Alpecin TKA                                      | Katusha-Alpecin TKA          | Katusha-Alpecin TKA |
| -------------------------------------------------------- | ---------------------------- | ------------------- |
| Num                                                      | Coureur                      | Pos                 |
| 121                                                      | Ilnur Zakarin (RUS) (chrono) | 10e                 |
| 122                                                      | Ian Boswell (USA)            | 32e                 |
| 123                                                      | Matteo Fabbro (ITA)          | 90e                 |
| 124                                                      | Robert Kišerlovski (CRO)     | 41e                 |
| 125                                                      | Pavel Kochetkov (RUS)        | 36e                 |
| 126                                                      | Tiago Machado (POR)          | 52e                 |
| 127                                                      | Jhonatan Restrepo (COL)      | AB-7                |
| Directeur sportif : Dimitri Konyshev, Guennadi Mikhailov |                              |                     |

| Mitchelton-Scott MTS                        | Mitchelton-Scott MTS                | Mitchelton-Scott MTS |
| ------------------------------------------- | ----------------------------------- | -------------------- |
| Num                                         | Coureur                             | Pos                  |
| 131                                         | Adam Yates (GBR)                    | 2e                   |
| 132                                         | Alexander Edmondson (AUS) (route)   | AB-7                 |
| 133                                         | Lucas Hamilton (AUS)                | 47e                  |
| 134                                         | Damien Howson (AUS)                 | 43e                  |
| 135                                         | Daryl Impey (RSA) (route et chrono) | 67e                  |
| 136                                         | Robert Power (AUS)                  | 69e                  |
| 137                                         | Carlos Verona (ESP)                 | 61e                  |
| Directeur sportif : Gene Bates, Julian Dean |                                     |                      |

| Fortuneo-Samsic FST                              | Fortuneo-Samsic FST       | Fortuneo-Samsic FST |
| ------------------------------------------------ | ------------------------- | ------------------- |
| Num                                              | Coureur                   | Pos                 |
| 141                                              | Warren Barguil (FRA)      | 19e                 |
| 142                                              | Maxime Bouet (FRA)        | 28e                 |
| 143                                              | Brice Feillu (FRA)        | 84e                 |
| 144                                              | Romain Hardy (FRA)        | 65e                 |
| 145                                              | Amaël Moinard (FRA)       | 78e                 |
| 146                                              | Pierre-Luc Périchon (FRA) | 103e                |
| 147                                              | Laurent Pichon (FRA)      | 108e                |
| Directeur sportif : Yvon Caër, Sébastien Hinault |                           |                     |

| EF Education First-Drapac EFD                       | EF Education First-Drapac EFD | EF Education First-Drapac EFD |
| --------------------------------------------------- | ----------------------------- | ----------------------------- |
| Num                                                 | Coureur                       | Pos                           |
| 151                                                 | Pierre Rolland (FRA)          | 8e                            |
| 152                                                 | Brendan Canty (AUS)           | AB-6                          |
| 153                                                 | Simon Clarke (AUS)            | 72e                           |
| 154                                                 | Lawson Craddock (USA)         | 96e                           |
| 155                                                 | Alex Howes (USA)              | 93e                           |
| 156                                                 | Sebastian Langeveld (NED)     | AB-4                          |
| 157                                                 | Daniel Moreno (ESP)           | 44e                           |
| Directeur sportif : Andreas Klier, Charles Wegelius |                               |                               |

| Wanty-Groupe Gobert WGG                                      | Wanty-Groupe Gobert WGG    | Wanty-Groupe Gobert WGG |
| ------------------------------------------------------------ | -------------------------- | ----------------------- |
| Num                                                          | Coureur                    | Pos                     |
| 161                                                          | Guillaume Martin (FRA)     | 12e                     |
| 162                                                          | Frederik Backaert (BEL)    | 100e                    |
| 163                                                          | Thomas Degand (BEL)        | 42e                     |
| 164                                                          | Odd Christian Eiking (NOR) | NP-6                    |
| 165                                                          | Xandro Meurisse (BEL)      | 38e                     |
| 166                                                          | Marco Minnaard (NED)       | 59e                     |
| 167                                                          | Dion Smith (NZL)           | 87e                     |
| Directeur sportif : Steven De Neef, Hilaire Van der Schueren |                            |                         |

| Dimension Data DDD                          | Dimension Data DDD                     | Dimension Data DDD |
| ------------------------------------------- | -------------------------------------- | ------------------ |
| Num                                         | Coureur                                | Pos                |
| 171                                         | Edvald Boasson Hagen (NOR) (chrono)    | 68e                |
| 172                                         | Steve Cummings (GBR) (route et chrono) | AB-6               |
| 173                                         | Nicholas Dlamini (RSA)                 | NP-2               |
| 174                                         | Amanuel Ghebreigzabhier (ERI)          | 22e                |
| 175                                         | Serge Pauwels (BEL)                    | 33e                |
| 176                                         | Jay Robert Thomson (RSA)               | 98e                |
| 177                                         | Johann van Zyl (RSA)                   | 107e               |
| Directeur sportif : Jean-Pierre Heynderickx |                                        |                    |

| LottoNL-Jumbo TLJ                                   | LottoNL-Jumbo TLJ     | LottoNL-Jumbo TLJ |
| --------------------------------------------------- | --------------------- | ----------------- |
| Num                                                 | Coureur               | Pos               |
| 181                                                 | Antwan Tolhoek (NED)  | 11e               |
| 182                                                 | Lars Boom (NED)       | AB-7              |
| 183                                                 | Floris De Tier (BEL)  | NP-4              |
| 184                                                 | Sepp Kuss (USA)       | 34e               |
| 185                                                 | Neilson Powless (USA) | 82e               |
| 186                                                 | Jos van Emden (NED)   | AB-4              |
| 187                                                 | Robert Wagner (GER)   | NP-Prologue       |
| Directeur sportif : Frans Maassen, Grischa Niermann |                       |                   |

| Team Sunweb SUN                                     | Team Sunweb SUN           | Team Sunweb SUN |
| --------------------------------------------------- | ------------------------- | --------------- |
| Num                                                 | Coureur                   | Pos             |
| 191                                                 | Mike Teunissen (NED)      | 80e             |
| 192                                                 | Phil Bauhaus (GER)        | 112e            |
| 193                                                 | Roy Curvers (NED)         | NP-4            |
| 194                                                 | Johannes Fröhlinger (GER) | NP-4            |
| 195                                                 | Chris Hamilton (AUS)      | NP-1            |
| 196                                                 | Laurens ten Dam (NED)     | NP-1            |
| 197                                                 | Martijn Tusveld (NED)     | AB-6            |
| Directeur sportif : Arthur van Dongen, Aike Visbeek |                           |                 |

| Trek-Segafredo TFS                             | Trek-Segafredo TFS            | Trek-Segafredo TFS |
| ---------------------------------------------- | ----------------------------- | ------------------ |
| Num                                            | Coureur                       | Pos                |
| 201                                            | Fabio Felline (ITA)           | 70e                |
| 202                                            | Gianluca Brambilla (ITA)      | AB-7               |
| 203                                            | Matthias Brändle (AUT)        | 104e               |
| 204                                            | Tsgabu Grmay (ETH)            | 17e                |
| 205                                            | Ruben Guerreiro (POR) (route) | AB-2               |
| 206                                            | Kiel Reijnen (USA)            | AB-7               |
| 207                                            | Toms Skujiņš (LAT)            | 56e                |
| Directeur sportif : Dirk Demol, Alain Gallopin |                               |                    |

| Vital Concept VCC                                | Vital Concept VCC        | Vital Concept VCC |
| ------------------------------------------------ | ------------------------ | ----------------- |
| Num                                              | Coureur                  | Pos               |
| 211                                              | Bryan Coquard (FRA)      | AB-7              |
| 212                                              | Arnaud Courteille (FRA)  | 71e               |
| 213                                              | Corentin Ermenault (FRA) | AB-4              |
| 214                                              | Johan Le Bon (FRA)       | AB-7              |
| 215                                              | Lorrenzo Manzin (FRA)    | AB-6              |
| 216                                              | Quentin Pacher (FRA)     | 86e               |
| 217                                              | Kévin Réza (FRA)         | 111e              |
| Directeur sportif : Gilles Pauchard, Didier Rous |                          |                   |

| Astana AST                           | Astana AST                 | Astana AST |
| ------------------------------------ | -------------------------- | ---------- |
| Num                                  | Coureur                    | Pos        |
| 1                                    | Pello Bilbao (ESP)         | 27e        |
| 2                                    | Dario Cataldo (ITA)        | 46e        |
| 3                                    | Sergey Chernetskiy (RUS)   | 35e        |
| 4                                    | Hugo Houle (CAN)           | 62e        |
| 5                                    | Bakhtiyar Kozhatayev (KAZ) | AB-6       |
| 6                                    | Nikita Stalnow (KAZ)       | 81e        |
| 7                                    | Michael Valgren (DEN)      | 23e        |
| Directeur sportif : Sergueï Yakovlev |                            |            |

| UAE Team Emirates UAD             | UAE Team Emirates UAD   | UAE Team Emirates UAD |
| --------------------------------- | ----------------------- | --------------------- |
| Num                               | Coureur                 | Pos                   |
| 11                                | Dan Martin (IRL)        | 4e                    |
| 12                                | Sven Erik Bystrøm (NOR) | AB-7                  |
| 13                                | Valerio Conti (ITA)     | 15e                   |
| 14                                | Manuele Mori (ITA)      | NP-4                  |
| 15                                | Simone Petilli (ITA)    | 55e                   |
| 16                                | Edward Ravasi (ITA)     | 26e                   |
| 17                                | Rory Sutherland (AUS)   | 102e                  |
| Directeur sportif : Daniele Righi |                         |                       |

| Team Sky SKY                      | Team Sky SKY                        | Team Sky SKY |
| --------------------------------- | ----------------------------------- | ------------ |
| Num                               | Coureur                             | Pos          |
| 21                                | Geraint Thomas (GBR)                | 1er          |
| 22                                | Jonathan Castroviejo (ESP) (chrono) | 30e          |
| 23                                | Tao Geoghegan Hart (GBR)            | 13e          |
| 24                                | Michał Kwiatkowski (POL) (chrono)   | 49e          |
| 25                                | Gianni Moscon (ITA) (chrono)        | 48e          |
| 26                                | Luke Rowe (GBR)                     | AB-7         |
| 27                                | Dylan van Baarle (NED)              | 75e          |
| Directeur sportif : Xabier Zandio |                                     |              |

| AG2R La Mondiale ALM              | AG2R La Mondiale ALM         | AG2R La Mondiale ALM |
| --------------------------------- | ---------------------------- | -------------------- |
| Num                               | Coureur                      | Pos                  |
| 31                                | Romain Bardet (FRA)          | 3e                   |
| 32                                | Axel Domont (FRA)            | 53e                  |
| 33                                | Tony Gallopin (FRA)          | 31e                  |
| 34                                | Alexis Gougeard (FRA)        | AB-7                 |
| 35                                | Pierre Latour (FRA) (chrono) | 7e                   |
| 36                                | Oliver Naesen (BEL) (route)  | 60e                  |
| 37                                | Alexis Vuillermoz (FRA)      | NP-2                 |
| Directeur sportif : Didier Jannel |                              |                      |

| BMC Racing Team BMC                 | BMC Racing Team BMC          | BMC Racing Team BMC |
| ----------------------------------- | ---------------------------- | ------------------- |
| Num                                 | Coureur                      | Pos                 |
| 41                                  | Damiano Caruso (ITA)         | 5e                  |
| 42                                  | Patrick Bevin (NZL)          | 63e                 |
| 43                                  | Tom Bohli (SUI)              | 105e                |
| 44                                  | Brent Bookwalter (USA)       | 37e                 |
| 45                                  | Joey Rosskopf (USA) (chrono) | 40e                 |
| 46                                  | Dylan Teuns (BEL)            | 54e                 |
| 47                                  | Danilo Wyss (SUI)            | 89e                 |
| Directeur sportif : Jackson Stewart |                              |                     |

| Bahrain-Merida TBM               | Bahrain-Merida TBM         | Bahrain-Merida TBM |
| -------------------------------- | -------------------------- | ------------------ |
| Num                              | Coureur                    | Pos                |
| 51                               | Vincenzo Nibali (ITA)      | 24e                |
| 52                               | Yukiya Arashiro (JPN)      | 106e               |
| 53                               | Iván García Cortina (ESP)  | AB-7               |
| 54                               | Heinrich Haussler (AUS)    | 95e                |
| 55                               | Ramūnas Navardauskas (LTU) | AB-7               |
| 56                               | Franco Pellizotti (ITA)    | 39e                |
| 57                               | Luka Pibernik (SLO)        | 99e                |
| Directeur sportif : Paolo Slongo |                            |                    |

| Bora-Hansgrohe BOH                   | Bora-Hansgrohe BOH                 | Bora-Hansgrohe BOH |
| ------------------------------------ | ---------------------------------- | ------------------ |
| Num                                  | Coureur                            | Pos                |
| 61                                   | Emanuel Buchmann (GER)             | 6e                 |
| 62                                   | Pascal Ackermann (GER)             | AB-7               |
| 63                                   | Peter Kennaugh (GBR)               | AB-6               |
| 64                                   | Jay McCarthy (AUS)                 | 66e                |
| 65                                   | Lukas Pöstlberger (AUT)            | 83e                |
| 66                                   | Aleksejs Saramotins (LAT) (chrono) | AB-6               |
| 67                                   | Rüdiger Selig (GER)                | AB-5               |
| Directeur sportif : Steffen Radochla |                                    |                    |

| Lotto-Soudal LTS                                    | Lotto-Soudal LTS         | Lotto-Soudal LTS |
| --------------------------------------------------- | ------------------------ | ---------------- |
| Num                                                 | Coureur                  | Pos              |
| 71                                                  | Tiesj Benoot (BEL)       | 14e              |
| 72                                                  | Victor Campenaerts (BEL) | 74e              |
| 73                                                  | Thomas De Gendt (BEL)    | AB-7             |
| 74                                                  | Jens Keukeleire (BEL)    | 64e              |
| 75                                                  | Tomasz Marczyński (POL)  | 57e              |
| 76                                                  | Jelle Vanendert (BEL)    | AB-7             |
| 77                                                  | Jelle Wallays (BEL)      | AB-7             |
| Directeur sportif : Herman Frison, Frederik Willems |                          |                  |

| Cofidis, Solutions Crédits COF                        | Cofidis, Solutions Crédits COF | Cofidis, Solutions Crédits COF |
| ----------------------------------------------------- | ------------------------------ | ------------------------------ |
| Num                                                   | Coureur                        | Pos                            |
| 81                                                    | Jesús Herrada (ESP) (route)    | 50e                            |
| 82                                                    | Nicolas Edet (FRA)             | 20e                            |
| 83                                                    | José Herrada (ESP)             | AB-7                           |
| 84                                                    | Daniel Navarro (ESP)           | 9e                             |
| 85                                                    | Julien Simon (FRA)             | 101e                           |
| 86                                                    | Daniel Teklehaimanot (ERI)     | 85e                            |
| 87                                                    | Anthony Turgis (FRA)           | 110e                           |
| Directeur sportif : Roberto Damiani, Jean-Luc Jonrond |                                |                                |

| Movistar Team MOV                                          | Movistar Team MOV      | Movistar Team MOV |
| ---------------------------------------------------------- | ---------------------- | ----------------- |
| Num                                                        | Coureur                | Pos               |
| 91                                                         | Marc Soler (ESP)       | 16e               |
| 92                                                         | Jorge Arcas (ESP)      | 94e               |
| 93                                                         | Héctor Carretero (ESP) | 73e               |
| 94                                                         | Jaime Castrillo (ESP)  | 97e               |
| 95                                                         | Imanol Erviti (ESP)    | 92e               |
| 96                                                         | Jaime Rosón (ESP)      |                   |
| 97                                                         | Jasha Sütterlin (GER)  | 91e               |
| Directeur sportif : José Luis Arrieta, José Luis Jaimerena |                        |                   |

| Quick-Step Floors QST                            | Quick-Step Floors QST     | Quick-Step Floors QST |
| ------------------------------------------------ | ------------------------- | --------------------- |
| Num                                              | Coureur                   | Pos                   |
| 101                                              | Julian Alaphilippe (FRA)  | 21e                   |
| 102                                              | Laurens De Plus (BEL)     | AB-7                  |
| 103                                              | Fabio Jakobsen (NED)      | AB-4                  |
| 104                                              | Bob Jungels (LUX) (route) | 25e                   |
| 105                                              | James Knox (GBR)          | 79e                   |
| 106                                              | Pieter Serry (BEL)        | 76e                   |
| 107                                              | Niki Terpstra (NED)       | AB-7                  |
| Directeur sportif : Brian Holm, Wilfried Peeters |                           |                       |

| Groupama-FDJ GFC                                    | Groupama-FDJ GFC                 | Groupama-FDJ GFC |
| --------------------------------------------------- | -------------------------------- | ---------------- |
| Num                                                 | Coureur                          | Pos              |
| 111                                                 | David Gaudu (FRA)                | 45e              |
| 112                                                 | Bruno Armirail (FRA)             | 77e              |
| 113                                                 | Antoine Duchesne (CAN)           | 88e              |
| 114                                                 | Tobias Ludvigsson (SWE) (chrono) | 58e              |
| 115                                                 | Rudy Molard (FRA)                | 29e              |
| 116                                                 | Benjamin Thomas (FRA)            | 109e             |
| 117                                                 | Léo Vincent (FRA)                | 18e              |
| Directeur sportif : Thierry Bricaud, Sébastien Joly |                                  |                  |

| Katusha-Alpecin TKA                                      | Katusha-Alpecin TKA          | Katusha-Alpecin TKA |
| -------------------------------------------------------- | ---------------------------- | ------------------- |
| Num                                                      | Coureur                      | Pos                 |
| 121                                                      | Ilnur Zakarin (RUS) (chrono) | 10e                 |
| 122                                                      | Ian Boswell (USA)            | 32e                 |
| 123                                                      | Matteo Fabbro (ITA)          | 90e                 |
| 124                                                      | Robert Kišerlovski (CRO)     | 41e                 |
| 125                                                      | Pavel Kochetkov (RUS)        | 36e                 |
| 126                                                      | Tiago Machado (POR)          | 52e                 |
| 127                                                      | Jhonatan Restrepo (COL)      | AB-7                |
| Directeur sportif : Dimitri Konyshev, Guennadi Mikhailov |                              |                     |

| Mitchelton-Scott MTS                        | Mitchelton-Scott MTS                | Mitchelton-Scott MTS |
| ------------------------------------------- | ----------------------------------- | -------------------- |
| Num                                         | Coureur                             | Pos                  |
| 131                                         | Adam Yates (GBR)                    | 2e                   |
| 132                                         | Alexander Edmondson (AUS) (route)   | AB-7                 |
| 133                                         | Lucas Hamilton (AUS)                | 47e                  |
| 134                                         | Damien Howson (AUS)                 | 43e                  |
| 135                                         | Daryl Impey (RSA) (route et chrono) | 67e                  |
| 136                                         | Robert Power (AUS)                  | 69e                  |
| 137                                         | Carlos Verona (ESP)                 | 61e                  |
| Directeur sportif : Gene Bates, Julian Dean |                                     |                      |

| Fortuneo-Samsic FST                              | Fortuneo-Samsic FST       | Fortuneo-Samsic FST |
| ------------------------------------------------ | ------------------------- | ------------------- |
| Num                                              | Coureur                   | Pos                 |
| 141                                              | Warren Barguil (FRA)      | 19e                 |
| 142                                              | Maxime Bouet (FRA)        | 28e                 |
| 143                                              | Brice Feillu (FRA)        | 84e                 |
| 144                                              | Romain Hardy (FRA)        | 65e                 |
| 145                                              | Amaël Moinard (FRA)       | 78e                 |
| 146                                              | Pierre-Luc Périchon (FRA) | 103e                |
| 147                                              | Laurent Pichon (FRA)      | 108e                |
| Directeur sportif : Yvon Caër, Sébastien Hinault |                           |                     |

| EF Education First-Drapac EFD                       | EF Education First-Drapac EFD | EF Education First-Drapac EFD |
| --------------------------------------------------- | ----------------------------- | ----------------------------- |
| Num                                                 | Coureur                       | Pos                           |
| 151                                                 | Pierre Rolland (FRA)          | 8e                            |
| 152                                                 | Brendan Canty (AUS)           | AB-6                          |
| 153                                                 | Simon Clarke (AUS)            | 72e                           |
| 154                                                 | Lawson Craddock (USA)         | 96e                           |
| 155                                                 | Alex Howes (USA)              | 93e                           |
| 156                                                 | Sebastian Langeveld (NED)     | AB-4                          |
| 157                                                 | Daniel Moreno (ESP)           | 44e                           |
| Directeur sportif : Andreas Klier, Charles Wegelius |                               |                               |

| Wanty-Groupe Gobert WGG                                      | Wanty-Groupe Gobert WGG    | Wanty-Groupe Gobert WGG |
| ------------------------------------------------------------ | -------------------------- | ----------------------- |
| Num                                                          | Coureur                    | Pos                     |
| 161                                                          | Guillaume Martin (FRA)     | 12e                     |
| 162                                                          | Frederik Backaert (BEL)    | 100e                    |
| 163                                                          | Thomas Degand (BEL)        | 42e                     |
| 164                                                          | Odd Christian Eiking (NOR) | NP-6                    |
| 165                                                          | Xandro Meurisse (BEL)      | 38e                     |
| 166                                                          | Marco Minnaard (NED)       | 59e                     |
| 167                                                          | Dion Smith (NZL)           | 87e                     |
| Directeur sportif : Steven De Neef, Hilaire Van der Schueren |                            |                         |

| Dimension Data DDD                          | Dimension Data DDD                     | Dimension Data DDD |
| ------------------------------------------- | -------------------------------------- | ------------------ |
| Num                                         | Coureur                                | Pos                |
| 171                                         | Edvald Boasson Hagen (NOR) (chrono)    | 68e                |
| 172                                         | Steve Cummings (GBR) (route et chrono) | AB-6               |
| 173                                         | Nicholas Dlamini (RSA)                 | NP-2               |
| 174                                         | Amanuel Ghebreigzabhier (ERI)          | 22e                |
| 175                                         | Serge Pauwels (BEL)                    | 33e                |
| 176                                         | Jay Robert Thomson (RSA)               | 98e                |
| 177                                         | Johann van Zyl (RSA)                   | 107e               |
| Directeur sportif : Jean-Pierre Heynderickx |                                        |                    |

| LottoNL-Jumbo TLJ                                   | LottoNL-Jumbo TLJ     | LottoNL-Jumbo TLJ |
| --------------------------------------------------- | --------------------- | ----------------- |
| Num                                                 | Coureur               | Pos               |
| 181                                                 | Antwan Tolhoek (NED)  | 11e               |
| 182                                                 | Lars Boom (NED)       | AB-7              |
| 183                                                 | Floris De Tier (BEL)  | NP-4              |
| 184                                                 | Sepp Kuss (USA)       | 34e               |
| 185                                                 | Neilson Powless (USA) | 82e               |
| 186                                                 | Jos van Emden (NED)   | AB-4              |
| 187                                                 | Robert Wagner (GER)   | NP-Prologue       |
| Directeur sportif : Frans Maassen, Grischa Niermann |                       |                   |

| Team Sunweb SUN                                     | Team Sunweb SUN           | Team Sunweb SUN |
| --------------------------------------------------- | ------------------------- | --------------- |
| Num                                                 | Coureur                   | Pos             |
| 191                                                 | Mike Teunissen (NED)      | 80e             |
| 192                                                 | Phil Bauhaus (GER)        | 112e            |
| 193                                                 | Roy Curvers (NED)         | NP-4            |
| 194                                                 | Johannes Fröhlinger (GER) | NP-4            |
| 195                                                 | Chris Hamilton (AUS)      | NP-1            |
| 196                                                 | Laurens ten Dam (NED)     | NP-1            |
| 197                                                 | Martijn Tusveld (NED)     | AB-6            |
| Directeur sportif : Arthur van Dongen, Aike Visbeek |                           |                 |

| Trek-Segafredo TFS                             | Trek-Segafredo TFS            | Trek-Segafredo TFS |
| ---------------------------------------------- | ----------------------------- | ------------------ |
| Num                                            | Coureur                       | Pos                |
| 201                                            | Fabio Felline (ITA)           | 70e                |
| 202                                            | Gianluca Brambilla (ITA)      | AB-7               |
| 203                                            | Matthias Brändle (AUT)        | 104e               |
| 204                                            | Tsgabu Grmay (ETH)            | 17e                |
| 205                                            | Ruben Guerreiro (POR) (route) | AB-2               |
| 206                                            | Kiel Reijnen (USA)            | AB-7               |
| 207                                            | Toms Skujiņš (LAT)            | 56e                |
| Directeur sportif : Dirk Demol, Alain Gallopin |                               |                    |

| Vital Concept VCC                                | Vital Concept VCC        | Vital Concept VCC |
| ------------------------------------------------ | ------------------------ | ----------------- |
| Num                                              | Coureur                  | Pos               |
| 211                                              | Bryan Coquard (FRA)      | AB-7              |
| 212                                              | Arnaud Courteille (FRA)  | 71e               |
| 213                                              | Corentin Ermenault (FRA) | AB-4              |
| 214                                              | Johan Le Bon (FRA)       | AB-7              |
| 215                                              | Lorrenzo Manzin (FRA)    | AB-6              |
| 216                                              | Quentin Pacher (FRA)     | 86e               |
| 217                                              | Kévin Réza (FRA)         | 111e              |
| Directeur sportif : Gilles Pauchard, Didier Rous |                          |                   |